# 96 (număr)
96 (nouăzeci și șase) este numărul natural care urmează după 95 și este urmat de 97. Este unul dintre singurele numere care, dacă este răsturnat, duce la obținerea aceluiași număr (alte exemple sunt 0, 11 și 88).

## În matematică
96:
- Este un număr compus, având divizorii 1, 2, 3, 4, 6, 8, 12, 16, 24, 32, 48 și 96.
- Este un număr abundent,[1][2] deoarece suma divizorilor săi este mai mare decât 96.
- Este un număr Erdős-Woods, deoarece se poate găsi un șir de 96 numere întregi consecutive astfel încât fiecare membru din șir să aibă un factor în comun cu ultimul sau cu primul termen din șir.[3]
- Este al 4-lea număr Granville și al doilea număr Granville imperfect. Următorul număr Granville este 126, iar anteriorul este 24.
- Este suma funcției lui Euler  φ(x) pentru primele 17 numere naturale.
- Este un număr intangibil.[4]
- Este un număr practic.[5][6]
- Este un număr refactorabil [7][8]
- Este un număr rotund.[9][10]
- Este un număr semiperfect, deoarece este un multiplu de 6.[11]
- Este un număr octogonal.[12]
- Este un număr Størmer.[13][14]
- Este un număr palindromic în bazele de numerație 11 (8811), 15 (6615), 23 (4423), 31 (3331), 47 (2247) și 95 (1195).

## În știință
- Este numărul atomic al curiului.[15]

### Astronomie
- NGC 96 este o galaxie lenticulară din constelația Andromeda.
- Messier 96 este o galaxie spirală din constelația Leul.
- 96 Aegle este un asteroid din centura principală.

## În alte domenii
Nouăzeci și șase se mai poate referi la:
- Ninety Six (96 în engleză), un oraș din South Carolina.
- Mars 96, o misiune spațială rusă eșuată.
- Saab 96, un model de mașină Saab.
- U-96, un submarin german.